# Giuseppe Bellusci
Giuseppe Bellusci, född 21 augusti 1989, är en italiensk fotbollsspelare (mittback) som spelar för Recanatese.

## Karriär
Han tillhörde den engelska klubben Leeds United mellan 2014 och 2017, varav den sista säsongen ute på lån till Empoli. Bellusci spelade tidigare för de italienska klubbarna Catania och Ascoli.
Den 25 juli 2019 värvades Bellusci av Monza, där han skrev på ett treårskontrakt. Den 4 januari 2022 lånades Bellusci ut till Ascoli på ett låneavtal över resten av säsongen. Den 10 juli 2022 blev han sedan klar för en permanent övergång till Ascoli och skrev på ett tvåårskontrakt med klubben.
Den 1 oktober 2024 gick Bellusci till Serie D-klubben Recanatese.